# روبرتو فابريتسيو
روبرتو فابريتسيو (بالإسبانية: Roberto Fabrizio)‏ هو لاعب كرة قدم ومدرب كرة قدم أرجنتيني، ولد في 19 يوليو 1957 في روساريو في الأرجنتين.